# HP Mini 1000
HP Mini 1000（エイチピー ミニ-）はヒューレット・パッカードの製造するノートパソコン。
典型的なネットブック (NetBook) のひとつ。HP 2133 Mini-Note PCがVIA C7-Mプロセッサを採用されたのに対し、Mini 1000はIntel Atom N270プロセッサを搭載する。液晶モニターはHP 2133が1280×768ピクセルの解像度としていたのに対し、Mini 1000はネットブック標準の1024×600ピクセルで8.9インチまたは10.2インチを搭載している。
なお、SSD（8GB）モデル、SSD（16GB）＋USBメモリー（8GB）モデル、HDD60GBモデルの3モデルが存在する。
オペレーティングシステムは、MIE LinuxもしくはWindows XP Home Editionを搭載。
日本では2008年（平成20年）11月25日に発表され、12月10日に販売開始された。MIE Linuxモデルは未発売。